# Krásná madona

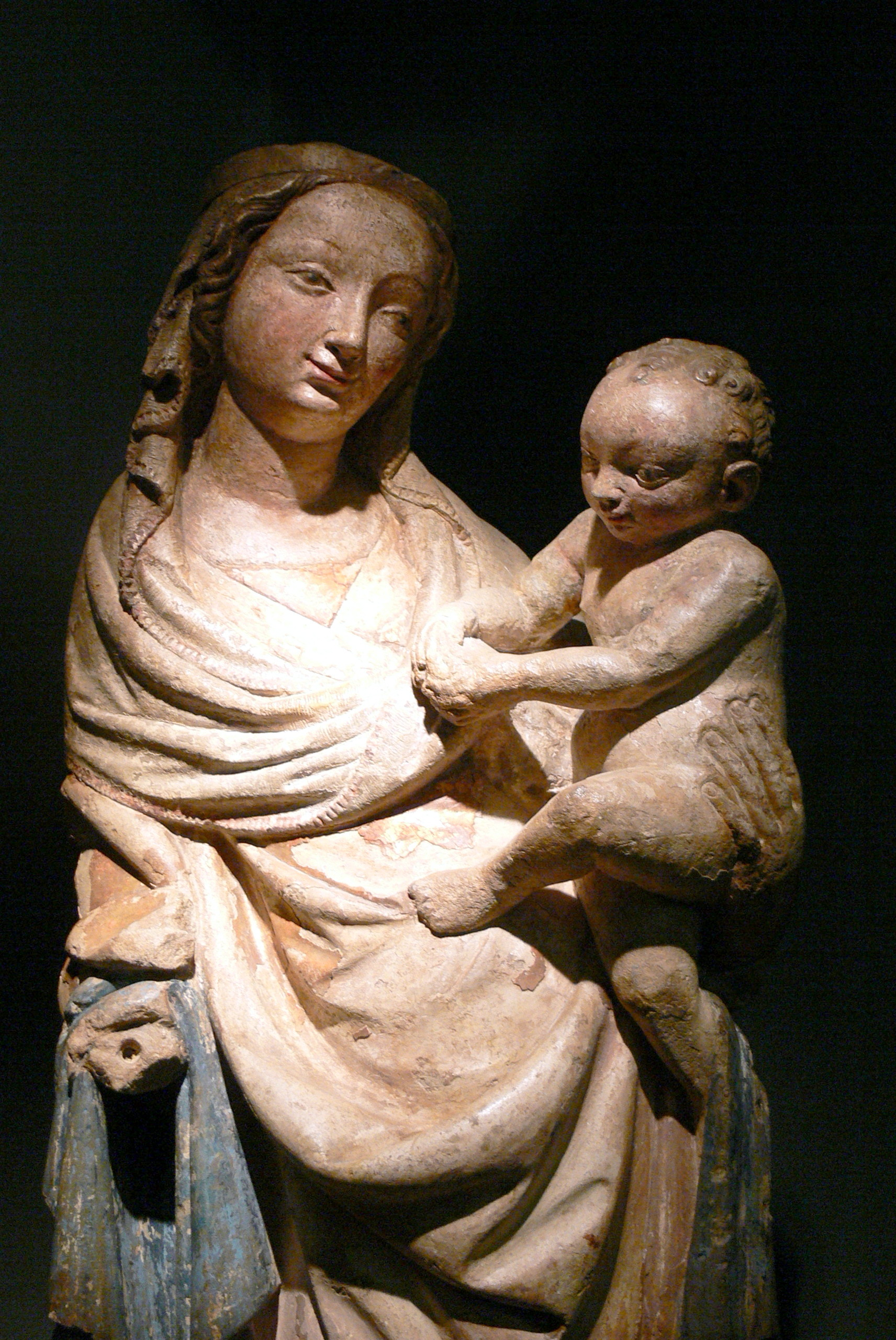
„Bella Madonna“ v muzeu v Leogangu (Salisburghese)

Krásná madona (italsky Bella Madonna, německy Schöne Madonna) je pojem, který zavedl Wilhelm Pinder roku 1923. Předtím se v Německu od roku 1907 užívalo označení Weicher Stil. Označují se tak sochařská díla provedená v opuce nebo jemnozrnném pískovci z konce 14. a první poloviny 15. století. Centrem Krásného slohu byla Praha, odkud se díla exportovala také do Slezska, Německa a Rakouska.

## Dějiny a popis
„Krásné madony“ znázorňovaly postavu stojící Panny Marie chovající v náručí malého Ježíše. Jde o polychromované kamenné sochy, jejichž vznik je spojen se svatovítskou kamenickou hutí, Jindřichem IV. Parléřem (Jindřichem z Gmündu) a syny Petra Parléře Václavem a Janem. Nejvýznamnějšími anonymními tvůrci byli Mistr Krumlovské madony a Mistr Toruňské madony.
Tento druh tvorby se později rozšířil rovněž v oblasti východních Alp, od jižního Německa přes Rakousko po severní Itálii. Slavným vzorem madon je Krumlovská madona, uložená v Kunsthistorisches Museum ve Vídni a Toruňská Madona, která byla zničena či zcizena koncem II. světové války.